# 桑達士 (滙豐)

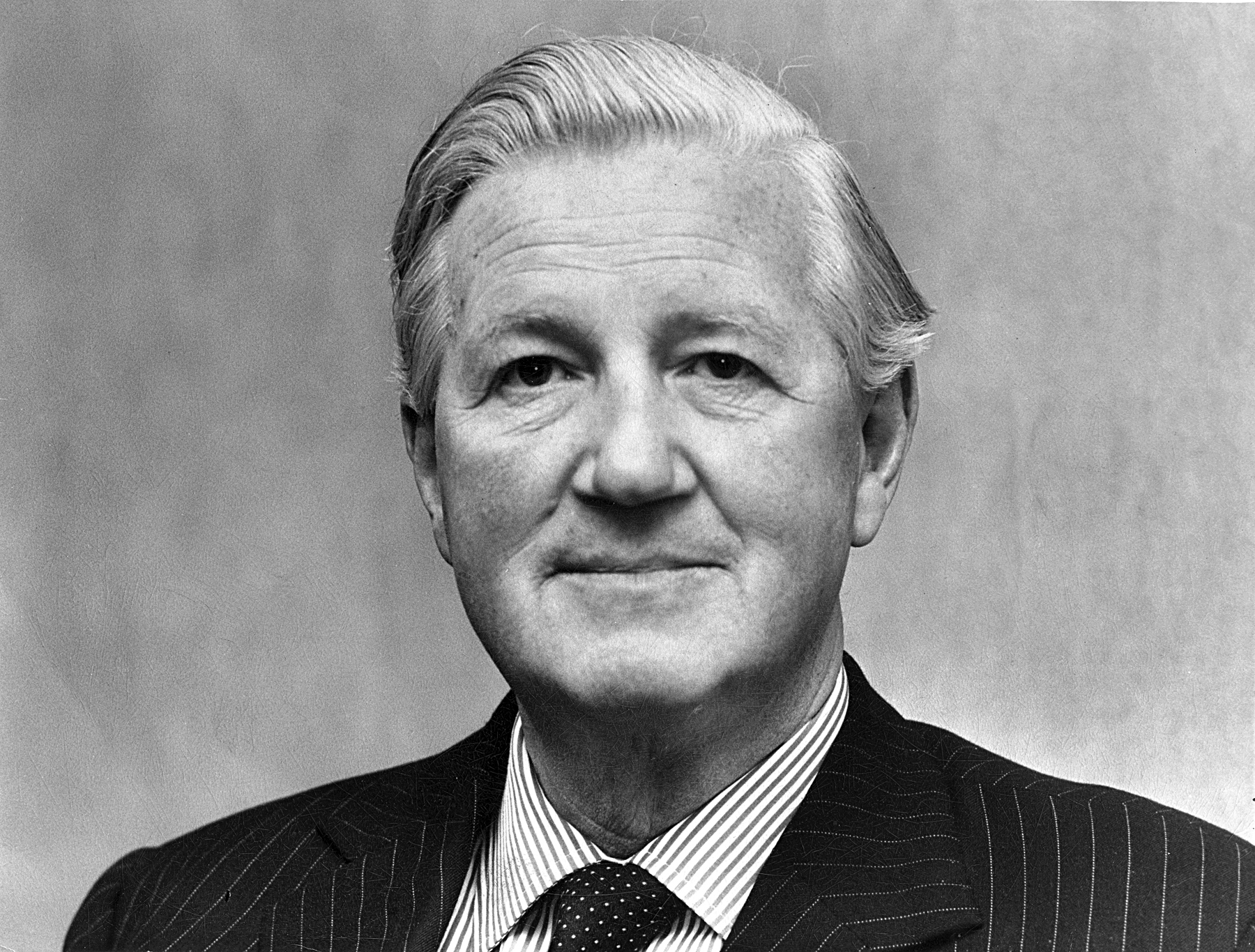
桑達士爵士

桑達士爵士，CBE，DSO，MC，JP（Sir John Anthony Holt Saunders，1917年7月29日—2002年7月4日）英國銀行家，曾任香港上海匯豐銀行董事長。

## 經歷
1937年加入滙豐倫敦分行。第二次世界大戰時投軍，曾在北非、西西里島和意大利等地作戰，獲得軍功十字勳章和傑出服務勳章。戰後回到滙豐工作，1962年任總經理兼董事。1964年任董事長。1965年，香港發生銀行擠提風潮，桑達士成功收購恒生銀行，奠定了滙豐在香港零售銀行業的壟斷地位。桑達士又獲任為行政局議員、英皇御准香港賽馬會主席等職。1970年獲CBE勳銜。1972年退休，同年獲爵士勳銜。

## 紀念
- 香港賽馬會的主席賽馬日曾經設有「桑達士錦標」[6]，不過自2003/2004年馬季起取消。[7]